# Vårfrukyrkan, Enköping
Vårfrukyrkan är en kyrka belägen på Kyrkåsen i Enköping som tillhör Enköpings församling och Svenska kyrkan.

## Kyrkobyggnaden
Kyrkan byggdes under 1100-talet och är en av Sveriges äldsta kyrkor. Den var kyrka för prosten i folklandet Fjärdhundraland och uppfördes som en stor romansk gråstenskyrka i likhet med Gamla Uppsala kyrka och S:t Pers kyrka i Sigtuna. Den blev senare under medeltiden kyrka för Vårfrukyrka socken (som var Enköpings landsförsamling). År 1548 blev den även stadskyrka för Enköping. Dess plan var långhus med ett smalare absidförsett kor och korsarmar med absider. Från början var kyrkan försedd med centraltorn.
De största förändringarna ägde rum på 1400-talet. Vid århundradets första hälft försågs långhusets och korsarmarnas tak med stjärnvalv. Vid århundrades slut byggdes nuvarande tresidiga kor i öster och centraltornet plockades ner. Koret och korsmitten försågs då med sturevalv. Kalkmålningar tillkom. Vid början av 1500-talet tillkom troligen sakristian. Vid mitten av 1800-talet sattes åter centraltorn på kyrkan.
Kyrkan restaurerades 1903–04 och då tillkom de många kalkmålningarna, ritade av Agi Lindegren och utförda av Carl Wilhelm Pettersson.
Organister:
- Staffan Krafft fd Holm 1994-2001
- Jonas Marmbrandt, 2001-

## Inventarier
- Medeltida skulpturer finns bevarade däribland ett Kristus-ansikte från 1300-talet.
- Altaruppsatsen, bestående av kors med svepeduk, är utförd 1792 av Per Ljung (1743-1819).
- Fragment återstår av en dopfunt från slutet av 1400-talet.
- I norra korsarmen hänger en Kristusfigur från 1200-talet som tidigare hört till ett triumfkrucifix. Korset och vänsterarmen är borta.
- Predikstolen är från 1790-talet.

### Orgel
- 1642 reparerades en orgel av Jöns Smed. På 1640-talet tillkom ett ryggpositiv. På 1730-talet kompletterades ryggpositivet med en gammal orgeln från Uppsala domkyrka. Eventuellt kan det har varit rester av ett orgelverk från 1702 års brand i domkyrkan. Orgeln var byggd av Hans Henrich Cahman.
- 1788 byggde Mattias Swahlberg den yngre, Enköping en orgel med 19 stämmor, två manualer och pedal. Det gamla ryggpositivet och äldre stämmor användes till orgeln.
- 1903 byggde Åkerman & Lund Orgelfabriks AB, Sundbybergs köping en orgel med 24 stämmor, två manualer och pedal.
- Den nuvarande orgeln byggdes 1975 av A Magnussons Orgelbyggeri AB, Mölnlycke. Orgeln är mekanisk med slejflådor och har ett tonomfång på 56/30. Orgeln har tre fria kombinationer. Fasaden för huvudverket och pedal är från 1788 års orgel. Ryggpositivets fasad är från 1640-talet.

| Ryggpositiv I    | Huvudverk II    | Svällverk III       | Pedal                  | Koppel |
| Gedackt 8'       | Principal 8'    | Gedackt 16'         | Principal 16'          | I/P    |
| Principal 4'     | Rörflöjt 8'     | Flute Principal 8'  | Subbas 16'             | II/P   |
| Koppelflöjt 4'   | Oktava 4'       | Fugara 8'           | Oktava 8'              | III/P  |
| Waldflöjt 2'     | Spetsflöjt 4'   | Dubbelflöjt 8'      | Gedackt 8'             | I/II   |
| Nasat 1 1⁄3'     | Quinta 2 2⁄3'   | Oktava 4'           | Oktavbas 4'            | III/II |
| Scharff III 1⁄2' | Oktava 2'       | Flûte octaviante 4' | Nachthorn 2'           |        |
| Krumhorn 8'      | Cornett IV      | Nasat 2 2⁄3'        | Rauschquint III 2 2⁄3' |        |
| Tremulant        | Mixtur V 1 1⁄3' | Gemshorn 2'         | Basun 16'              |        |
|                  | Trumpet 16'     | Ters 1 3⁄5'         | Trumpet 8'             |        |
|                  | Trumpet 8'      | Mixtur IV-V 2'      |                        |        |
|                  |                 | Oboe 8'             |                        |        |
|                  |                 | Tremulant           |                        |        |
|                  |                 | Crescendosvällare   |                        |        |

#### Kororgel
- Den nuvarande kororgeln byggdes 1975 av A Magnussons Orgelbyggeri AB, Mölnlycke. Orgeln är mekanisk med slejflåda och har ett tonomfång på 56/27.

| Manual       | Pedal   |
| Gedackt 8'   | Bihängd |
| Rörflöjt 4'  |         |
| Principal 2' |         |
| Cymbel II    |         |

## Bildgalleri

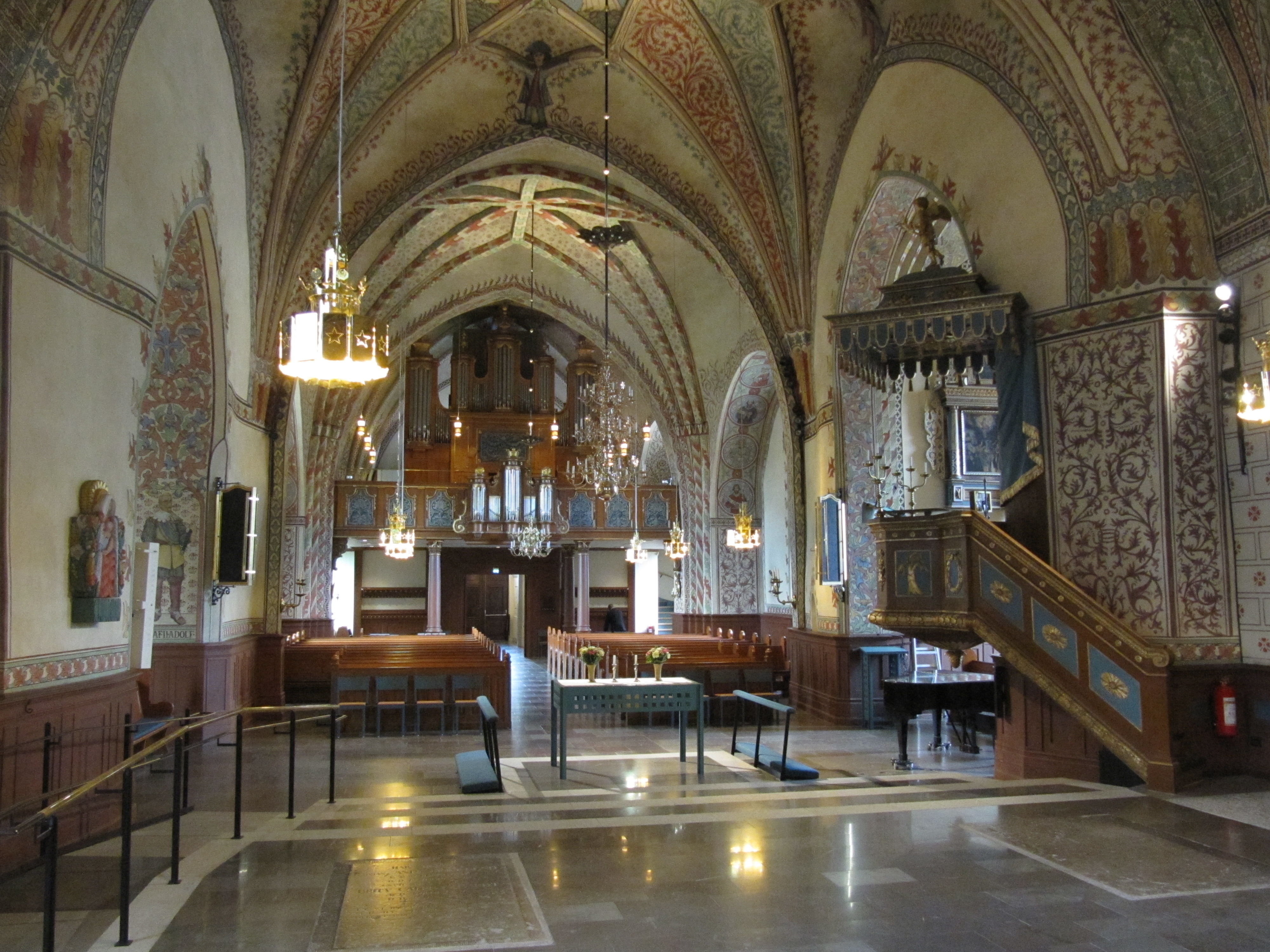
Kyrkorum mot väster.
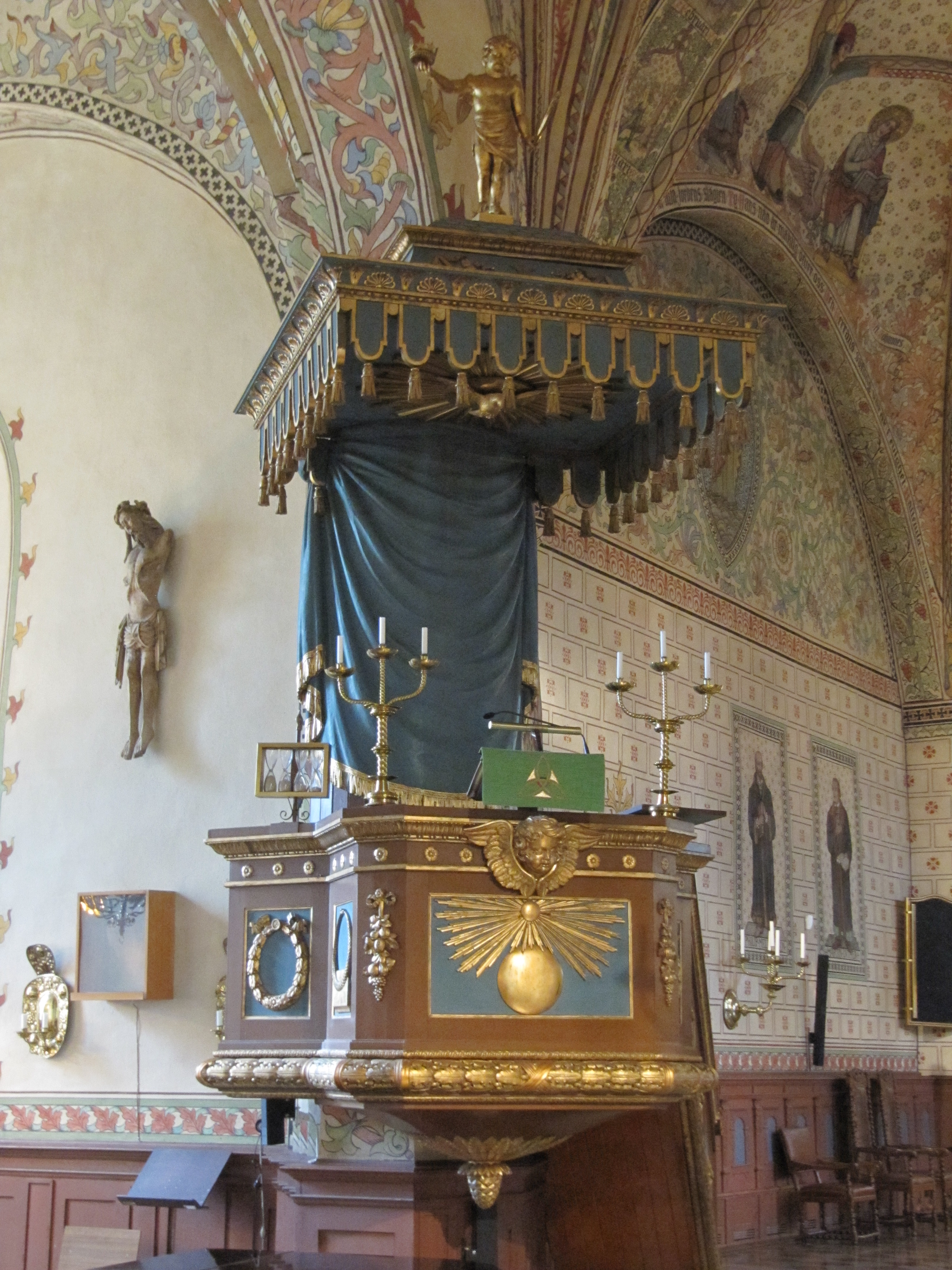
Predikstol.
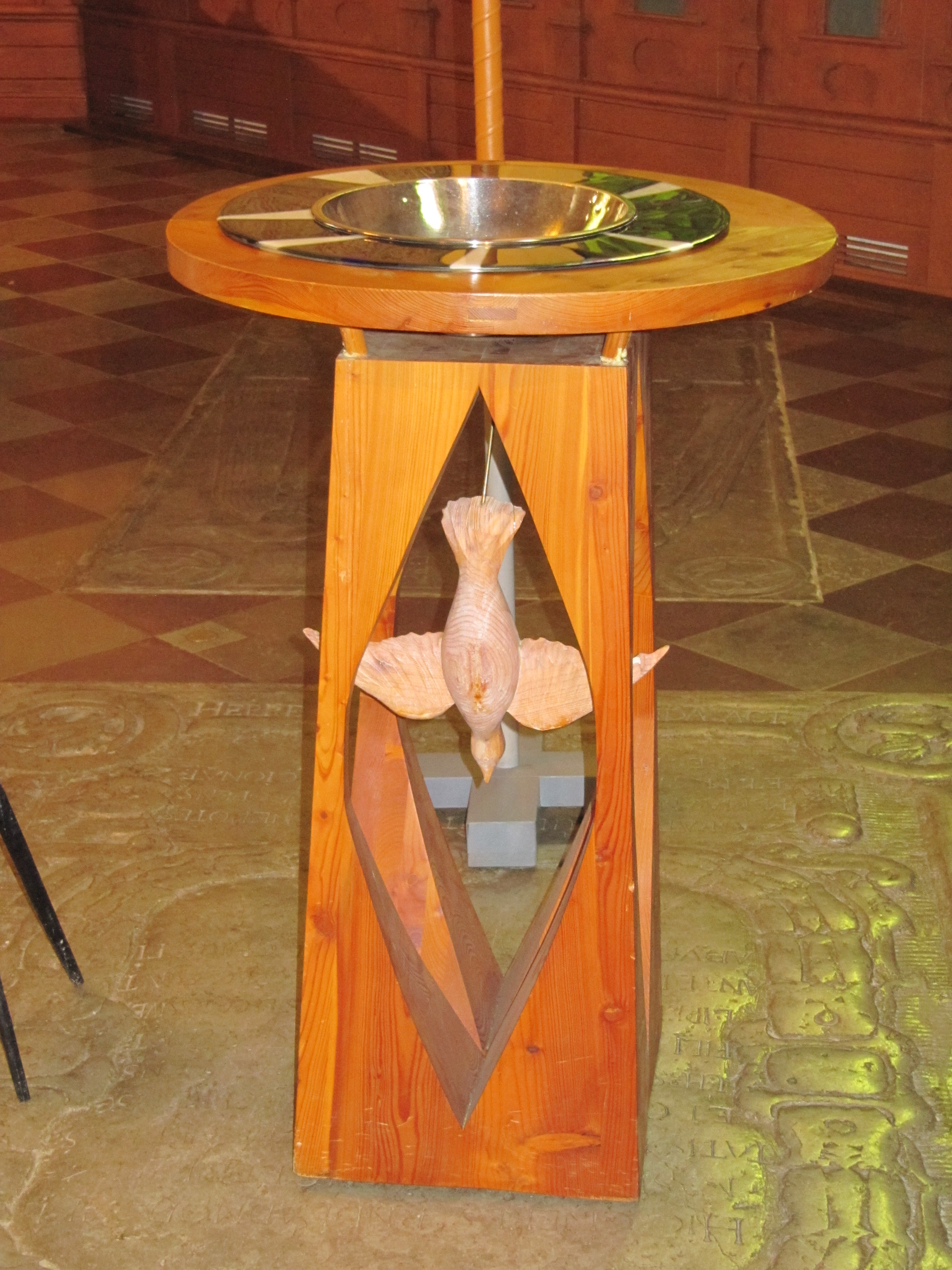
Dopfunt i koret.
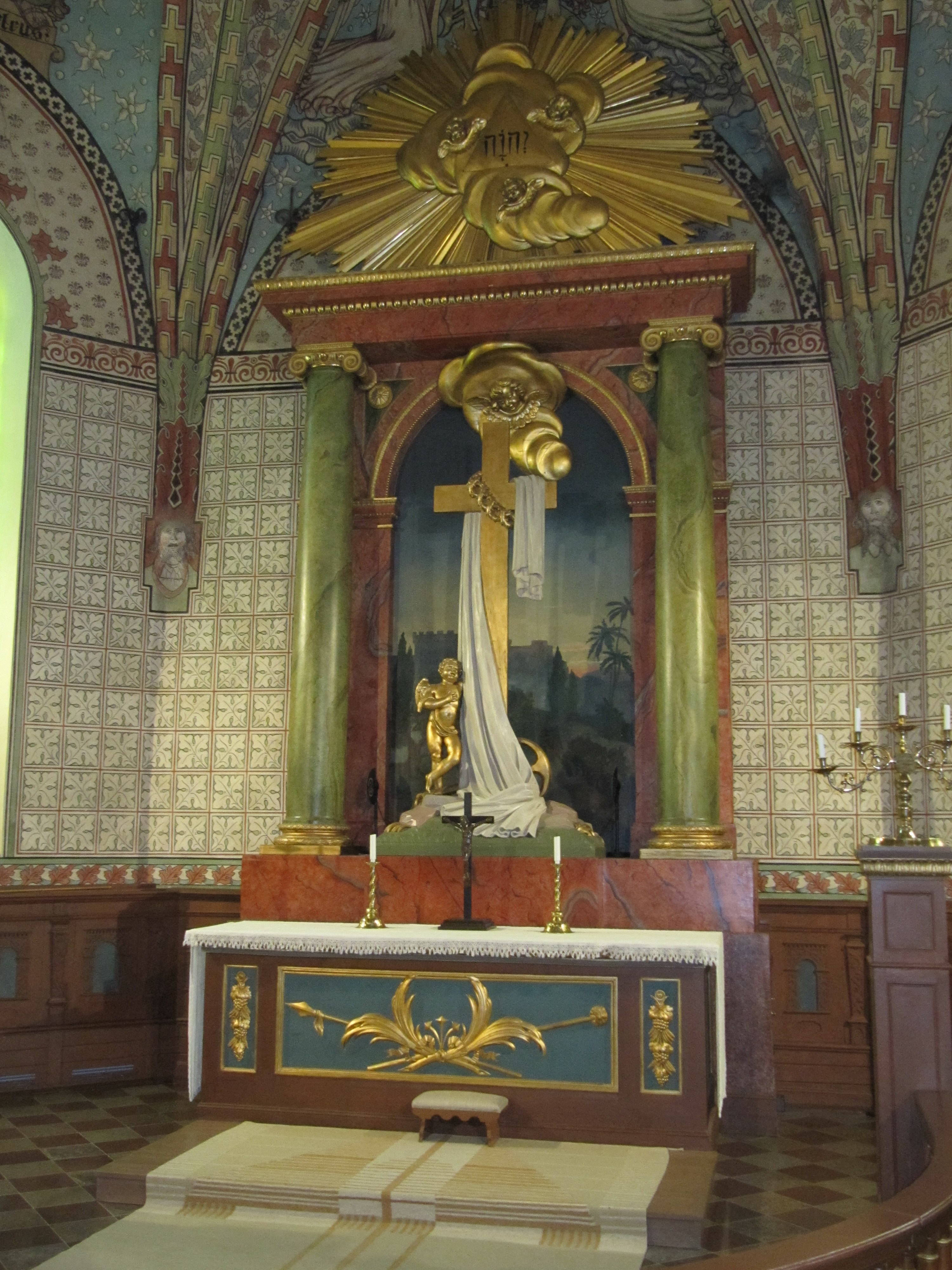
Altaruppsats.